# Batman Forever

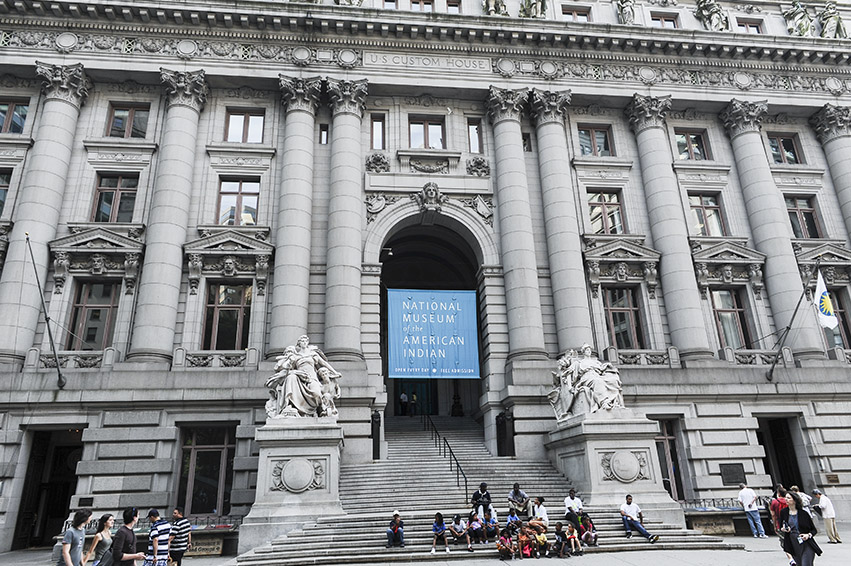
Budynek Alexander Hamilton U.S. Custom House odgrywał scenografię Ritz Gotham

Batman Forever – amerykański sensacyjny film akcji z 1995 roku na podstawie serii komiksów  wydawnictwa DC Comics, opowiadających o tytułowym superbohaterze. Za reżyserię odpowiadał Joel Schumacher, a za scenariusz Akiva Goldsman. Tytułową rolę zagrał Val Kilmer, a oprócz niego w głównych rolach wystąpili: Jim Carrey, Tommy Lee Jones, Nicole Kidman i Chris O’Donnell.
Jest to trzecia część serii filmowej Tima Burtona i Joela Schumachera i kontynuacja filmu Powrót Batmana (1992). Po nim powstał sequel Batman i Robin (1997), w którym w roli Batmana wystąpił George Clooney.

## Fabuła
Batman, którym potajemnie jest miliarder Bruce Wayne, udaremnia napad na bank zaaranżowany przez Dwie Twarze, złoczyńcę z rozdwojeniem jaźni. Jest on byłym prokuratorem okręgowym Harveyem Dentem, który podczas procesu gangstera Bossa Moroniego został przez niego oszpecony kwasem. Dwie Twarze obwinia Batmana za to, że nie udało się mu zapobiec wypadkowi i od tego czasu jest obiektem jego działalności przestępczej. Przy akcji jest obecna Chase Meridian, psycholog kryminalna specjalizująca się w osobowościach. Fascynuje się ona Batmanem do tego stopnia, że potem włącza batsygnał pod pretekstem dania informacji o Dwóch Twarzach.
Bruce odrzuca wynalazek przesyłający sygnały telewizyjne bezpośrednio do ludzkiego mózgu autorstwa Edwarda Nygmy, naukowca z działu elektronicznego Wayne Enterprises, obawiając się, że urządzenie posłuży do manipulowania umysłami. Nocą Nygma testuje swój wynalazek na swym przełożonym, Fredzie Stickleyu i odkrywa, że efektem ubocznym jest przekazanie neuronami informacji z umysłu użytkownika innej osobie, czyniąc ją mądrzejszą w tym procesie. Morduje Stickleya i pozoruje to jako samobójstwo. Knuje zemstę na Brusie Waynie, wysyłając mu anonimowo zagadki. Komisarz Gordon proponuje mu udać się po ekspertyzę do Chase Meridian. Diagnozuje ona nadawcę jako psychotyka z obsesją na punkcie Bruce’a.
Bruce zaprasza Chase na charytatywny pokaz cyrkowy. Występ akrobackiej rodziny – Latających Graysonów przerywa Dwie Twarze i jego gang. Grozi detonacją bomby, o ile Batman się ujawni. Bruce powstrzymuje jego zbirów, a Graysonowie próbują wyrzucić bombę poza cyrk. Dwie Twarze morduje Graysonów – prócz najmłodszego Dicka, który zapobiegł eksplozji bomby, wrzucając ją do rzeki. Transmisję telewizyjną na żywo ogląda Nygma, który inspirując się Dwiema Twarzami tworzy własną tożsamość superzłoczyńcy – Człowieka-Zagadki. Śmierć Graysonów na nowo otwiera u Bruce’a bolesne wspomnienia z dzieciństwa, gdy na jego oczach zabito mu rodziców i ze współczucia Bruce adoptuje Dicka jako swego podopiecznego. Chłopak chce za wszelką cenę dopaść Dwie Twarze.
Człowiek-Zagadka łączy siły z Dwiema Twarzami obiecując poznanie tożsamości Batmana. Za skradzione dobra Nygma otwiera firmę NygmaTech i masowo produkuje swój wynalazek jako „Nygma TechBox”, hit sprzedażowy w Gotham City. Urządzenie kradnie informacje z umysłów użytkowników przesyłając je do Nygmy. Dick tymczasem w swej dociekliwości odkrywa batjaskinię i udaje się Batmobilem na przejażdżkę, gdzie ratuje nastolatkę przed atakiem Neonowego Gangu. Bruce dręczony przez wyparte wspomnienia z młodości szuka fachowej pomocy u Chase, która zwierza mu się z obsesji na punkcie Batmana. Alfred, lokaj Bruce’a mówi mu o wybryku Dicka. Ten prosi go o zostanie partnerem w walce, by mógł zabić Dwie Twarze. Bruce odmawia, mówiąc że zemsta niczego nie rozwiąże.
Na zorganizowanej przez Nygmę imprezie odbywa się prezentacja ulepszonego Nygma TechBoxu. Zakłóca ją napad rabunkowy Dwóch Twarzy, co skłania Wayne’a do przebrania się po kryjomu za Batmana. Dwie Twarze zwabia go w pułapkę. W samą porę ratuje go Dick. Batman odwiedza Chase, która mówi mu że jest zakochana w Brusie Waynie. W Halloween Bruce rezygnuje z działalności Batmana, by związać się z Chase. Zaprasza ją na kolację i dzieli się ze wspomnieniami z pogrzebu rodziców, kiedy z rozpaczy wpadł do jaskini i ujrzał nietoperza. Tymczasem Człowiek-Zagadka i Dwie Twarze domyślają się, kim jest Batman i atakują rezydencję Wayne’a. Porywają Chase i demolują batjaskinię. W posiadłości pozostawiona jest ostatnia zagadka i Bruce z Alfredem odkrywają, że Człowiek-Zagadka to Nygma.  
Batman do akcji bierze Dicka, który po otrzymaniu własnego kostiumu przyjmuje pseudonim Robin, od porównań jego zmarłej rodziny do drozda. Obaj trafiają na wyspę Człowieka-Zagadki, gdzie Robin nieomal zabija Dwie Twarze, lecz oszczędza go. Dwie Twarze ma go na muszce. Człowiek-Zagadka ujawnia, że chce podbić swymi wynalazkami cały świat. Daje Batmanowi wybór uratowania przed śmiercią Chase lub Robina. Batmanowi udaje się ocalić obu, przedtem niszcząc odbiornik fal mózgowych i przeciążając tym samym umysł Człowieka-Zagadki. Dwie Twarze osacza trójkę i rzuca monetą, chcąc zdecydować o ich losie. Jednak ginie spadając z wysokości, gdy Batman rzuca w powietrze garść monet. Pod wpływem przeciążenia umysłu Człowiek-Zagadka wariuje do tego stopnia, że uważa samego siebie za Batmana i trafia do Azylu Arkham. Bruce wznawia swoją krucjatę jako Batman, z Robinem jako partnerem w akcji.   

## Obsada
- Val Kilmer – Bruce Wayne / Batman
- Jim Carrey – Edward Nygma / Człowiek-Zagadka
- Tommy Lee Jones – Harvey Dent / Dwie Twarze
- Nicole Kidman – dr Chase Meridian
- Chris O’Donnell – Richard „Dick” Grayson / Robin
- Michael Gough – Alfred Pennyworth
- Pat Hingle – komisarz Gordon
- Drew Barrymore – Sugar
- Debi Mazar – Spice
- Elizabeth Sanders – Gerta Bajdarka
- René Auberjonois – dr Burton
- Larry A. Lee – John Grayson
- Glory Fioramonti – Mary Grayson
- Mitch Gaylord – Mitch Grayson
- Ed Begley Jr. – Fred Stickley
- Joe Grifasi(inne języki) – Hawkins
- Don Wilson – szef Neonowego Gangu
- Patrick Leahy – on sam
- Daniel Reichert – dyrektor cyrku
- George Wallace – burmistrz Gotham City
- Dennis Paladino – Boss Moroni
- Michael Paul Chan – asystent #1
- Jon Favreau – asystent #2

źródło:

## Wersja reżyserska
Przez lata były pogłoski, jakoby Schumacher stworzył rozszerzoną wersję filmu, będącą mroczniejszą i z większym skupieniem na warstwie psychologiczną od wersji kinowej. W 2020 roku scenarzysta Marc Bernardin potwierdził, że owa, ok. 170-minutowa, wersja istnieje, jednak Warner Bros. było „niepewne, czy istnieje jakiekolwiek zainteresowanie tym, co opisano mi jako »znacznie mroczniejszą, poważniejszą« wersję filmu”. Przedstawiciele przedsiębiorstwa twierdzili w wywiadzie dla „Variety”, że nie toczą się żadne rozmowy na temat dystrybucji wersji reżyserskiej Batmana Forever i nie mają pewności, czy materiał do rozszerzonej wersji w ogóle przetrwał przez 25 lat od premiery.
Scenarzysta Batmana Forever, Akiva Goldsman, ujawnił w wywiadzie na YouTube w kwietniu 2021 roku, że niedawno oglądał oryginalną wersję filmu, określaną jako „Preview Cut: One”, i zasugerował, że wszystkie materiały potrzebne do stworzenia tej wersji nadal istnieją, co może umożliwić wydanie wersji reżyserskiej. W czerwcu tego samego roku na Twitterze zaczął trendować hashtag #ReleaseTheSchumacherCut, w analogii do akcji internetowej #ReleaseTheSnyderCut mającej na celu wydanie Ligi Sprawiedliwości (2017) w wersji reżyserskiej.
W 2023 roku wybrana grupa widzów miała okazję zobaczyć oryginalną wersję Batmana Forever. Odbiór był pozytywny, co nie było zaskoczeniem, biorąc pod uwagę długo utrzymujące się zainteresowanie tą tajemniczą wersją. Reżyser Kevin Smith zorganizował również prywatny pokaz 1 lipca 2023 roku w swoim kinie Smodcastle Cinema w New Jersey. Goldsman powiedział w wywiadzie dla The Playlist, że oryginalna wersja Batmana Forever zdecydowanie powinna zostać upubliczniona, dodając, że byłby godny hołd dla Schumachera, zmarłego w 2020 roku. W lipcu 2024 roku Goldsman ponownie potwierdził istnienie wersji reżyserskiej, dodając jednak, że prace nad jej odrestaurowaniem zostały wstrzymane z powodu wewnętrznych problemów w Warner Bros. Discovery.
W maju 2025 roku ogłoszono, że kino Cinefile Video w Los Angeles wyświetli 29 maja tego samego roku reżyserską wersję Batmana Forever, pozostającą w wersji roboczej. Jednak wydarzenie zostało odwołane wskutek pisma od Warner Bros. z żądaniem o niewyświetlanie owej wersji i Cinefile Video wycofało film ze swego repertuaru.

## Nagrody
| Nagroda                   | Kategoria                                                                                                | Nominowani                                                            | Wynik     | Źródło |
| ------------------------- | --- | --------------------------------------------------------------------- | --------- | ------ |
| Nagrody Saturn            | Najlepsze efekty specjalne                                                                               | John Dykstra, Thomas L. Fisher, Andrew Adamson, and Eric Durst        | Nominacja | [ 9 ]  |
| Nagrody Saturn            | Najlepsze kostiumy                                                                                       | Bob Ringwood i Ingrid Ferrin                                          | Nominacja | [ 9 ]  |
| Nagrody Saturn            | Najlepsza charakteryzacja                                                                                | Rick Baker, Ve Neill i Yolanda Toussieng                              | Nominacja | [ 9 ]  |
| Nagrody Saturn            | Najlepszy film fantasy                                                                                   | Batman Forever                                                        | Nominacja | [ 9 ]  |
| Złoty Glob                | Najlepsza piosenka                                                                                       | Hold Me, Thrill Me, Kiss Me, Kill Me                                  | Nominacja | [ 10 ] |
| Nagroda Akademii Filmowej | Najlepsze zdjęcia                                                                                        | Stephen Goldblatt                                                     | Nominacja | [ 11 ] |
| Nagroda Akademii Filmowej | Najlepszy montaż dźwięku                                                                                 | John Leveque i Bruce Stambler                                         | Nominacja | [ 11 ] |
| Nagroda Akademii Filmowej | Najlepszy dźwięk                                                                                         | Donald O. Mitchell, Frank A. Montaño, Michael Herbick i Petur Hliddal | Nominacja | [ 11 ] |
| MTV Movie Awards          | Najlepsza rola męska                                                                                     | Val Kilmer                                                            | Nominacja | [ 12 ] |
| MTV Movie Awards          | Najbardziej pożądana kobieta                                                                             | Nicole Kidman                                                         | Nominacja | [ 12 ] |
| MTV Movie Awards          | Najlepsza piosenka                                                                                       | Hold Me, Thrill Me, Kiss Me, Kill Me                                  | Nominacja | [ 12 ] |
| MTV Movie Awards          | Najlepsza piosenka                                                                                       | Kiss from a Rose                                                      | Nominacja | [ 12 ] |
| MTV Movie Awards          | Najlepszy czarny charakter                                                                               | Jim Carrey                                                            | Nominacja | [ 12 ] |
| MTV Movie Awards          | Najlepszy czarny charakter                                                                               | Tommy Lee Jones                                                       | Nominacja | [ 12 ] |
| Grammy                    | Nagranie roku                                                                                            | Kiss from a Rose                                                      | Wygrana   | [ 13 ] |
| Grammy                    | Najlepsza kompozycja instrumentalna napisana dla filmu kinowego, telewizyjnego lub innej formy wizualnej | Elliot Goldenthal                                                     | Nominacja | [ 13 ] |
| Złota Malina              | Najgorsza piosenka                                                                                       | Hold Me, Thrill Me, Kiss Me, Kill Me                                  | Nominacja | [ 14 ] |